# Whalebone
Whalebone (1807 - 6 février 1831) est un étalon de course Pur-sang britannique, qui a remporté le Derby d'Epsom en 1810, et est devenu un père à succès de chevaux de course et de juments poulinières dans les années 1820. Whalebone et son propre frère Whisker sont des fils de la prolifique et importante poulinière Penelope, ils ont contribué à la perpétuation de la lignée génétique (lignée mâle) de leur père Waxy et de leur grand-père Eclipse jusqu'au XXe siècle. Whalebone a couru jusqu'à l'âge de six ans, et a été retiré au haras à Petworth, en 1815. Whalebone a engendré les gagnants du Derby Lap-dog, Spaniel, et a peut-être été le père de Moses. D'autres fils notables sont Sir Hercules et Camel, le père de Touchstone. Whalebone est mort en 1831 à l'âge de 24 ans d'une hémorragie, après avoir couvert une jument.

## Contexte
Whalebone a été élevé par le duc de Grafton en 1807 dans son haras d'Euston Hall près de Newmarket. Il a été engendré par le vainqueur du Derby d'Epsom en 1793, Waxy, et la jument Penelope (née en 1798), tous deux appartenant au duc. En tant que cheval de course, Penelope était une contemporaine de la pouliche Eleanor, gagnante du Derby de 1801, la battant plusieurs fois, et était la demi-sœur du vainqueur du Derby de 1809 Pope et des juments Pope Joan (tous deux engendrés par Waxy), Parasol (la mère de Partisan) et Prudence. Penelope était une poulinière prolifique et influente, donnant huit frères et sœurs à Whalebone, qui ont réussi en courses. Elle a eu 13 poulains entre 1806 et 1823, tous avec des noms commençant par la lettre W. Whalebone était son deuxième poulain. Ses frères et soeurs incluent Web, Woful, Willful, Wire, Whisker, Wildfire et Windfall. Penelope est morte en 1824.
Whalebone était un bai marbré ou un bai-brun qui mesurait 15,2 mains de haut, avec « des jambes courtes, des naseaux de haute race et des yeux très proéminents ». C'était un cheval « d'apparence simple », avec un « regard de poney turc », une encolure et un corps épais qui n'étaient pas aussi bien proportionnés que ceux de son propre frère Whisker. Whalebone aurait été l'un des plus petits chevaux que Waxy ait jamais donnés. Selon les mots de son palefrenier, Dryman, "il était le cheval le plus petit et le plus allongé, et le plus double-jointé, avec les meilleures jambes - huit et demie au-dessous du genou - et les pires pieds que j'aie jamais vu de ma vie".

## Carrière de course

### 1810: saison de trois ans
Le début de carrière de Whalebone a eu lieu le 9 mai à Newmarket où il a couru un match nul, et a remporté les 50 guinées du Newmarket Stakes, battant les poulains Brother et Burleigh (Treasurer) et Eccleston, tout en portant 119 livres.
Le 7 juin à Epsom, Whalebone a remporté le Derby Stakes, battant The Dandy, Eccleston et un peloton de huit autres chevaux après avoir mené dès le départ dans une course où il "n'avait jamais pris la tête". Il était le favori de la course à 5 contre 2, et sa victoire au Derby était une victoire consécutive pour le duc de Grafton qui avait remporté la course l'année précédente avec son poulain Pope. Pope était également engendré par Waxy et issu de la grand-mère maternelle de Whalebone, Prunella.
Lors de la première réunion d'octobre à Newmarket, Whalebone a reçu un forfait de 60 guinées du poulain de M. Shakespear Nuncio et a concouru pour une participation de 25 guinées. Le 29 octobre à Houghton, Whalebone est battu en duel par le poulain Treasurer alors qu'il porte sept livres de plus que son adversaire. Quelques jours plus tard, à la même réunion, Whalebone a remporté deux victoires dans les courses de match, battant le poulain du major Wheatley Sir Marrinel tout en portant huit livres de plus que son adversaire et en battant le poulain Thorn un jour plus tard. Il a également reçu des forfaits de 100 guinées du Knave of Clubs de M. Shakespear et un montant non spécifié du poulain de GH Cavendish, Florival.

### 1811: saison de quatre ans

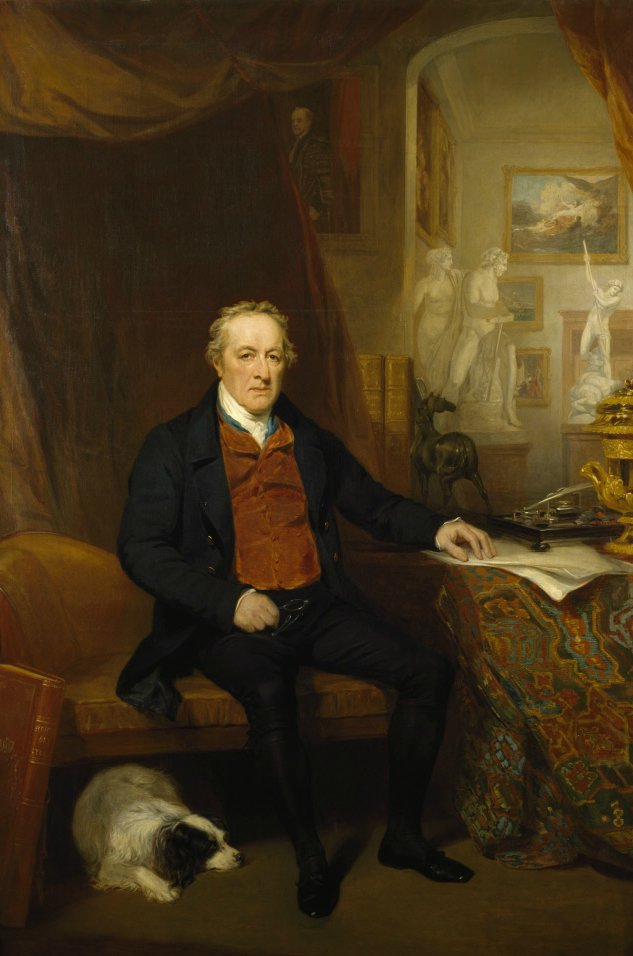
Whalebone appartenait au comte d'Egremont après sa carrière de course et a fait toute sa carrière d'élevage à Petworth House. La statue de cheval sur la table à droite d'Egremont représente Whalebone.

En mai, Whalebone a reçu 60 guinées du forfait du poulain de M. Henry Vansittart, Gloste. Le 6 août à Huntingdon, Whalebone a terminé troisième des Portholme Stakes darrière la pouliche Barrosa et le poulain Bolter.
Pour les Newmarket Trial Stakes du 30 septembre, Whalebone était troisième derrière le poulain Florival et la pouliche Sprightly. Whalebone a remporté le 100-guinea King's Plate quelques jours plus tard, et à la deuxième réunion d'octobre, a reçu un forfait du poulain  du major Wilson Erebus, puis a été déplacé pour les Cheveley Stakes. En novembre, il a reçu 140 guinées de forfait du poulain Tumbler de M. Shakespear.

### 1812–1813: saisons de cinq et six ans
Lors de la réunion Newmarket-Craven, Whalebone a été battu dans un match par le poulain Bolter du major Wilson. En avril à Newmarket, Whalebone a remporté le 100-Guinée King's Plate et a terminé troisième dans une course à tirage au sort de 300 guinées derrière les poulains Trophonius (pas le vainqueur de 2000 Guinées) et Invalid. En juillet à Newmarket, il a remporté une course de 50 £ et a payé un forfait de 10 guinées pour un concours de handicap. Le 9 septembre à Northampton, Whalebone a remporté une course de la coupe d'or de 100 guinées contre quatre autres chevaux.
Whalebone a été vendu par le duc de Grafton en octobre 1812 à M. Ladbroke, pour 700 guinées. Le premier départ de Whalebone sous la propriété de Ladbroke a eu lieu le 26 octobre à la réunion de Houghton où il a remporté une course de match contre le poulain de deux ans de M. Lake, Turner. Whalebone a remporté un match supplémentaire contre le cheval Pan de Lord Sackville lors de la même réunion. Whalebone a couru trois fois en 1813, remportant le 100-guinea His Majesty's Plate le 8 juin à Guildford contre trois autres chevaux et le Lewes His Majesty's Plate le 5 août. Le 7 août, lors de ce qui était finalement le dernier départ de la carrière de Whalebone, il a remporté le 60-guinea Ladies 'Plate contre le poulain Offa's Dyke de Lord Somerset.

### Intermède
Ladbroke aurait "pris une aversion pour Whalebone"  et l'a vendu en 1814 pour 510 guinées à Lord Egremont. On pensait initialement que Whalebone avait une mauvaise perspective au haras en raison de sa petite taille, et Lord Egremont l'a remis à l'entraînement. Cependant, le cheval de sept ans était devenu « dangereux à monter », ayant « pris l'habitude de se cabrer à un degré alarmant », et souvent « cognait ses sabots comme une paire de castanettes ». Par conséquent, il a été définitivement retiré de la course et est devenu un étalon reproducteur pour Lord Egremont en 1815.

## Carrière au haras
Whalebone a commencé sa carrière au haras à Petworth dans le Sussex en 1815 pour une somme de 10 guinées par jument et une guinée pour le palefrenier, aux côtés des étalons Octavius et Canopus. Ses honoraires étaient de 20 guinées par jument en 1830, l'année précédant sa mort, et il resta à Petworth pendant cette carrière de 16 ans. Whalebone a engendré les gagnants du Derby Lap-dog, Spaniel et a peut-être été le père de Moses. D'autres fils notables sont Sir Hercules et Camel, le père de Touchstone.
Dans ses dernières années, Whalebone a développé des problèmes de pied chroniques en raison de sa mauvaise conformation de sabot. Son palefrenier, Dryman, a commenté son état: "Ses pieds étaient si contractés et si hauts sur le talon, et sont finalement devenus comme des bottes chinoises et pleins de fièvre, qu'il n'a jamais bougé de son box".
Whalebone s'est "brisé un vaisseau sanguin" le 5 février 1831 alors qu'il couvrait la jument Ogress. Il mourut de cette blessure le lendemain, le 6 février 1831. Ogress a mis bas une pouliche baie en 1832, plus tard nommée Eleanor, dernière pouliche engendrée par Whalebone.

## Origines
Whalebone était consanguin 3 X 4 sur Herod et 4 X 4 sur Snap, ce qui signifie qu'Herod apparaît deux fois dans les troisième et quatrième générations et Snap apparaît deux fois dans la quatrième génération de son pedigree.